# Figma

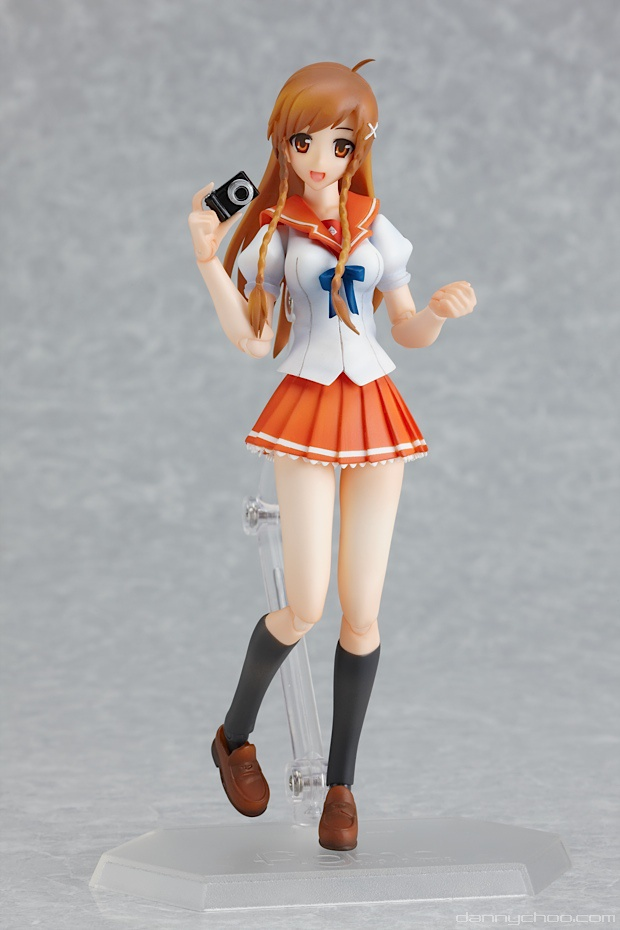
末永みらいのfigma

『figma』（フィグマ）は、マックスファクトリーが企画・開発、グッドスマイルカンパニーが販売しているアクションフィギュアシリーズである。
- 同シリーズとの対応を謳う『di:stage（ディステージ）』『ex:ride（エクスライド）』についても本項で記述する。

## 概要
2008年2月14日に発売された「001 長門有希 制服Ver.」を皮切りに、2013年10月現在、200点以上の商品が発売されている。
「よくうごく、キレイ。」のキャッチコピーの通り、現在のアクションフィギュアとしては洗練された可動を実現しつつ、モデルとなるキャラクターのイメージを忠実かつ精密に立体として昇華している。表情・手首・付属品も豊富で、他商品用のパーツが付属することもある。
造形や塗装において高い品質を持ちながら「気軽にCDアルバムを買う感覚」の2500円前後の低価格を実現。2008年4月以降、月2体ペースの発売を予定している。発売から10ヶ月で累計出荷100万個を達成し、品目も40種以上となっている。現在のラインナップはアニメ・ゲームの女性キャラクターが中心だが、男性や人間外のキャラクター、実在の人物も積極的に参考出品や商品化を行っている。
2006年3月19日ロフトプラスワンにて浅井真紀と寒河江弘が『WF☆20（ワンフェス・ニジュウ）』を開催した際、その浅井真紀とスペシャルゲストのMAX渡辺が接近した事から、リボルテックへのカウンターとしてfigmaが生まれた。開発担当もこの二人が中心となっており、浅井真紀曰く「遊んで潰して、好きだったけど捨てざるを得ない、そんな最後を迎えられるような製品になればいい」との事。

### 商品仕様
figmaのジョイントは、軸側と受け側にそれぞれ異なる素材を用いて、「ヌルッと動いてピタッと止まる」のテーマの通り、可動と保持に適切な摩擦を持たせている。また、服装や鎧などの一部を軟質素材にすることによって、ある程度可動を妨げない工夫をしている。汎用性の高いネジ止めの専用スタンドが付属しており、宙に浮くなどの自立不可能なポーズも容易に取ることができる。ジッパー付きの収納袋が付いている点も他のアクションフィギュアに無い特徴である。
様々なポーシングが可能となった反面、ジョイントが破損しやすい箇所も生じており、軟質素材の使用が多い胴体部は関節を交換しにくい構造になっている。また、シリーズ初期製品の手首パーツは、ピンの先端に球状の突起を設けているが、抜け落ちを防止する以上に着脱自体を困難にしてしまい、破損を多発させていた。なお、破損した場合のパーツ請求や交換は可能。Amazon.co.jp限定で一部パーツの販売も行われている。
figmaは作品で身長・等身を合わせているため、他作品のキャラクターを並べると違和感が生じる場合もある。同時に組み換えを優先した構造・造形でもないため、オリジナルの組み合わせを作ることは難しい。
同じ作品を題材にしているねんどろいどと組み合わせて遊べる工夫が取り入れられたものもある。
一方、アリス・ギア・アイギス関連商品は同業他社コトブキヤが発売している製品『メガミデバイス』との共通規格化や親和性を前提に開発された。このコラボレーションに際して、特定の何かでない汎用の軸穴が存在する「カスタマイズを前提とした商品」は初めてだったと語られ、他社製品との組み換えを優先した構造・造形の製品も誕生している。

## ラインナップ
開発順にナンバリングされており、ナンバー順に発表・発売されるとは限らない。

### figma
一般に販売される商品だが、権利者の都合などで一部流通を限定する商品もある。
| ナンバー | 商品名                                          | 作品名                                             | 発売日     | 備考 |
| -------- | ----------------------------------------------- | -------------------------------------------------- | ---------- | --- |
| 001      | 長門有希 制服ver.                               | 涼宮ハルヒの憂鬱                                   | 2008年2月  | |
| 002      | 涼宮ハルヒ 制服ver.                             | 涼宮ハルヒの憂鬱                                   | 2008年4月  | |
| 003      | セイバー 甲冑ver.                               | Fate/stay night                                    | 2008年4月  | |
| 004      | キョン 制服ver.                                 | 涼宮ハルヒの憂鬱                                   | 2008年7月  | |
| 005      | 高町なのは バリアジャケットver.                 | 魔法少女リリカルなのはStrikerS                     | 2008年5月  | |
| 006      | 朝比奈みくる 制服ver.                           | 涼宮ハルヒの憂鬱                                   | 2008年7月  | |
| 007      | 古泉一樹 制服ver.                               | 涼宮ハルヒの憂鬱                                   | 2008年6月  | |
| 008      | 泉こなた 冬服ver.                               | TVアニメ らき☆すた                                 | 2008年7月  | |
| 009      | フェイト・T・ハラオウン バリアジャケットver.    | 魔法少女リリカルなのはStrikerS                     | 2008年7月  | |
| 010      | 関羽雲長                                        | 一騎当千 Great Guardians                           | 2008年8月  | |
| 011      | 遠坂凛 私服ver.                                 | Fate/stay night                                    | 2008年8月  | |
| 012      | 柊つかさ 冬服ver.                               | TVアニメ らき☆すた                                 | 2008年8月  | |
| 013      | 柊かがみ 冬服ver.                               | TVアニメ らき☆すた                                 | 2008年9月  | |
| 014      | 初音ミク                                        | キャラクター・ボーカル・シリーズ                   | 2008年9月  | |
| 015      | 長門有希 悪い魔法使いver.                       | 涼宮ハルヒの憂鬱                                   | 2008年9月  | |
| 016      | ドアラ ホームver.                               | 中日ドラゴンズマスコット ドアラ                    | 2008年11月 | キャッチコピー「よくうごく、キモイ。」 |
| 017      | ドアラ ビジターver.                             | 中日ドラゴンズマスコット ドアラ                    | 2008年12月 | ホームver.のキャッチコピーと「敵地でもフリーダム」 |
| 018      | 鶴屋さん 制服ver.                               | 涼宮ハルヒの憂鬱                                   | 2008年10月 | 「喜緑江美里」の頭部が付属。 キャッチコピー「めがっさ、うごくにょろ。」 |
| 019      | 鏡音リン                                        | キャラクター・ボーカル・シリーズ                   | 2008年11月 | |
| 020      | 鏡音レン                                        | キャラクター・ボーカル・シリーズ                   | 2008年11月 | |
| 021      | トラッキー ホームver.                           | 阪神タイガースマスコット トラッキー                | 2008年11月 | キャッチコピー「めっちゃうごく、キレイ。」 |
| 022      | 高良みゆき 冬服ver.                             | TVアニメ らき☆すた                                 | 2008年11月 | |
| 023      | 朝倉涼子 制服ver.                               | 涼宮ハルヒの憂鬱                                   | 2008年11月 | 「谷口」の頭部が付属。 |
| 024      | 呂蒙子明                                        | 一騎当千 Great Guardians                           | 2008年12月 | |
| 025      | シャナ 炎髪ver.                                 | 灼眼のシャナII（Second）                           | 2008年12月 | |
| 026      | 八神はやて 騎士甲冑ver.                         | 魔法少女リリカルなのはStrikerS                     | 2009年1月  | 初回案内時の名称は「バリアジャケットver.」 現在のものが原作準拠の表記 |
| 027      | 瀬戸燦 制服ver.                                 | 瀬戸の花嫁                                         | 2009年1月  | |
| 028      | 星村眞姫那                                      | 屍姫                                               | 2009年4月  | |
| 029      | ビリー・ヘリントン                              | ビリー・ヘリントン                                 | 2009年7月  | 実在人物としては初の商品。 バリエーション含め全てニコニコ直販限定商品。 キャッチコピー「よくうごく、歪みねえ。」 |
| 029-B    | ビリー・ヘリントン バースディver.               | ビリー・ヘリントン                                 | 2009年8月  | コスチュームはボンデージ。 キャッチコピー「よくうごく、仕方ないね。」 |
| 029-C    | ビリー・ヘリントン ハロウィンver.               | ビリー・ヘリントン                                 | 2009年10月 | コスチュームはハロウィンマスク、マント、カボチャパンツ。 キャッチコピー「よくうごく、だらしねぇな」 |
| 029-D    | ビリー・ヘリントン クリスマス&ニューイヤーver.  | ビリー・ヘリントン                                 | 2009年12月 | コスチュームはワークシャツとホットパンツ。 キャッチコピー「よくうごく、ナウイ息子。」 |
| 030      | 柔王丸[原作版] JPWAタッグトーナメントver.       | プラレス3四郎                                      | 2009年2月  | figmaの企画段階でプロトタイプとして製作、一周年記念商品として発売。 |
| 031      | 桜姫[原作版] JPWAタッグトーナメントver.         | プラレス3四郎                                      | 2009年2月  | figmaの企画段階でプロトタイプとして製作、一周年記念商品として発売。 |
| 032      | 涼宮ハルヒ チアガールver.                       | 涼宮ハルヒの憂鬱                                   | 2009年3月  | |
| 033      | 朝比奈みくる チアガールver.                     | 涼宮ハルヒの憂鬱                                   | 2009年3月  | |
| 034      | 涼宮ハルヒ 夏服ver.                             | 涼宮ハルヒの憂鬱                                   | 2009年4月  | |
| 035      | 柊かがみ コスプレver.                           | らき☆すた OVA                                      | 2009年5月  | |
| 036      | 朝比奈みくる 戦うウェイトレスver.               | 涼宮ハルヒの憂鬱                                   | 2009年5月  | 「キョン」の驚き顔、トナカイ頭部が付属。 |
| 037      | 鶴屋さん 文化祭メイドver.                       | 涼宮ハルヒの憂鬱                                   | 2009年5月  | 「朝比奈みくる」のカチューシャ付き前髪が付属。 |
| 038      | ドロッセル                                      | ファイアボール                                     | 2009年7月  | キャッチコピー「よくうごく、おうつくしい。」 |
| 039      | シグナム 騎士服ver.                             | 魔法少女リリカルなのはStrikerS                     | 2009年7月  | |
| 040      | 御剣冥夜 99式衛士強化装備 国連軍正規兵ver.      | マブラヴ オルタネイティヴ                          | 2009年7月  | |
| 041      | 孫策伯符                                        | 一騎当千 Great Guardians                           | 2009年8月  | |
| 042      | ゴルゴ13                                        | ゴルゴ13                                           | 2009年8月  | 「di:stage 基本セット」が付属。 |
| 043      | シャマル 騎士服ver.                             | 魔法少女リリカルなのはStrikerS                     | 2009年9月  | 「八神はやて」のユニゾン状態頭部パーツ、「リインフォースII」が付属。 |
| 044      | 泉こなた 夏服ver.                               | TVアニメ らき☆すた                                 | 2009年8月  | らき☆すた夏服ver.共通で「のっぺら顔」、表情を作るためのシールが付属。 「小早川ゆたか」の頭部が付属。 |
| 045      | 柊つかさ 夏服ver.                               | TVアニメ らき☆すた                                 | 2009年10月 | 「田村ひより」の頭部が付属。 |
| 046      | 高良みゆき 夏服ver.                             | TVアニメ らき☆すた                                 | 2009年10月 | 「岩崎みなみ」の頭部、「にゃもー」が付属。 |
| 047      | 柊かがみ 夏服ver.                               | TVアニメ らき☆すた                                 | 2009年10月 | 「日下部みさお」の頭部が付属。 |
| 048      | カナン                                          | CANAAN                                             | 2009年12月 | |
| 049      | アイギス                                        | ペルソナ3                                          | 2009年10月 | |
| 050      | 衛宮士郎 私服ver.                               | Fate/stay night                                    | 2009年11月 | |
| 051      | セイバー 私服ver.                               | Fate/stay night                                    | 2009年11月 | |
| 052      | ヴィータ 騎士服ver.                             | 魔法少女リリカルなのはStrikerS                     | 2009年11月 | |
| 053      | 高町なのは The MOVIE 1st ver.                   | 魔法少女リリカルなのは The MOVIE 1st               | 2010年1月  | 「ユーノ・スクライア（フェレット形態・四つんばい）」が付属。 |
| 054      | アイン                                          | Phantom 〜Requiem for the Phantom〜                | 2010年1月  | |
| 055      | 博麗霊夢                                        | 東方Project                                        | 2010年1月  | ニコニコ直販、同人ショップ限定商品。 |
| 056      | フェイト・テスタロッサ The MOVIE 1st ver.       | 魔法少女リリカルなのは The MOVIE 1st               | 2010年2月  | |
| 057      | 平沢唯 制服ver.                                 | けいおん!                                          | 2010年1月  | |
| 058      | 秋山澪 制服ver.                                 | けいおん!                                          | 2010年2月  | |
| 059      | 琴吹紬 制服ver.                                 | けいおん!                                          | 2010年4月  | |
| 060      | 田井中律 制服ver.                               | けいおん!                                          | 2010年5月  | |
| 061      | 中野梓 制服ver.                                 | けいおん!                                          | 2010年8月  | |
| 062      | フェイト・テスタロッサ 制服ver.                 | 魔法少女リリカルなのはA's                          | 2010年3月  | 「アルフ（子犬形態）」が付属。 |
| 063      | ラム                                            | うる星やつら                                       | 2010年3月  | 「テン」と新開発の固定アームが付属。 |
| 064      | スバル・ナカジマ バリアジャケットver.           | 魔法少女リリカルなのはStrikerS                     | 2010年4月  | |
| 065      | 日暮かごめ                                      | 犬夜叉                                             | 2010年4月  | |
| 066      | 土宮神楽                                        | 喰霊-零-                                           | 2010年4月  | |
| 067      | 諫山黄泉                                        | 喰霊-零-                                           | 2010年5月  | |
| 068      | 霧雨魔理沙                                      | 東方Project                                        | 2010年4月  | ニコニコ直販、同人ショップ限定商品。 |
| 069      | ライダー                                        | Fate/stay night                                    | 2010年5月  | |
| 070      | 涼宮ハルヒ 中学生ver.                           | 涼宮ハルヒの憂鬱                                   | 2010年10月 | |
| 071      | 朝比奈みくる 大人ver.                           | 涼宮ハルヒの憂鬱                                   | 2010年10月 | 「高校生みくる」の眠り顔が付属。 |
| 072      | セイバーオルタ                                  | Fate/stay night                                    | 2010年7月  | |
| 073      | ティアナ・ランスター バリアジャケットver.       | 魔法少女リリカルなのはStrikerS                     | 2010年8月  | |
| 074      | 宮藤芳佳                                        | ストライクウィッチーズ                             | 2010年12月 | |
| 075      | 河村優 制服ver.                                 | se・きらら                                         | 2010年8月  | |
| 076      | 十六夜咲夜                                      | 東方Project                                        | 2010年9月  | ニコニコ直販、同人ショップ限定商品。 |
| 077      | 涼宮ハルヒ 光陽園学院ver.                       | 涼宮ハルヒの消失                                   | 2010年12月 | 「消失版長門」の照れ笑い顔が付属。 |
| 078      | 神楽亜矢 制服ver.                               | se・きらら                                         | 2010年9月  | |
| 079      | 真希波・マリ・イラストリアス プラグスーツver.   | ヱヴァンゲリヲン新劇場版:破                        | 2010年11月 | figmaエヴァシリーズ共通で「エントリープラグインテリア」が付属。 |
| 080      | 秋山望美 制服ver.                               | se・きらら                                         | 2010年10月 | |
| 081      | キング・カズマ                                  | サマーウォーズ                                     | 2010年10月 | |
| 082      | 巡音ルカ                                        | キャラクター・ボーカル・シリーズ                   | 2010年11月 | |
| 083      | ラブマシーン                                    | サマーウォーズ                                     | 2010年12月 | |
| 084      | 式波・アスカ・ラングレー テスト用スーツver.     | ヱヴァンゲリヲン新劇場版：破                       | 2011年1月  | 「エントリープラグインテリア」が付属。 |
| 085      | メティス                                        | ペルソナ3フェス                                    | 2010年12月 | |
| 086      | 志津野泉 制服ver.                               | se・きらら                                         | 2010年11月 | |
| 087      | エリオ・モンディアル バリアジャケットver.       | 魔法少女リリカルなのはStrikerS                     | 2011年2月  | |
| 088      | 末永みらい                                      | カルチャージャパン                                 | 2011年6月  | |
| 089      | キャロ・ル・ルシエ バリアジャケットver.         | 魔法少女リリカルなのはStrikerS                     | 2011年3月  | 使役竜「フリードリヒ」（小竜形態）が付属。 |
| 090      | 射命丸文                                        | 東方Project                                        | 2011年1月  | ニコニコ直販、同人ショップ限定商品。 |
| 091      | 綾波レイ プラグスーツver.                       | ヱヴァンゲリヲン新劇場版：破                       | 2011年3月  | 「エントリープラグインテリア」が付属。 |
| 092      | 戦場ヶ原ひたぎ                                  | 化物語                                             | 2011年4月  | |
| 093      | 深雪真奈 制服ver.                               | se・きらら                                         | 2010年12月 | |
| 094      | 嵐山歩鳥                                        | それでも町は廻っている                             | 2011年5月  | 「磯端ウキ」の頭部とリボンのパーツが付属。 |
| 095      | KOS-MOS ver.4                                   | ゼノサーガ                                         | 2011年4月  | |
| 096      | マイケル・ジャクソン スリラーver.               | マイケル・ジャクソン                               | 2011年5月  | |
| 097      | 阿良々木暦                                      | 化物語                                             | 2011年5月  | |
| 098      | 牧瀬紅莉栖                                      | STEINS;GATE                                        | 2011年6月  | |
| 099      | 高坂桐乃                                        | 俺の妹がこんなに可愛いわけがない                   | 2011年5月  | |
| 100      | 初音ミク Append ver.                            | キャラクター・ボーカル・シリーズ                   | 2011年9月  | キャッチコピー「よくうごく、No.100!」 |
| 101      | 黒猫                                            | 俺の妹がこんなに可愛いわけがない                   | 2011年7月  | |
| 102      | R・ドロシー・ウェインライト                     | THE ビッグオー                                     | 2011年6月  | |
| 103      | 伊藤カイジ                                      | 逆境無頼カイジ                                     | 2011年8月  | |
| 104      | 伊吹萃香                                        | 東方Project                                        | 2011年8月  | ニコニコ直販、同人ショップ限定商品。 |
| 105      | 八九寺真宵                                      | 化物語                                             | 2011年8月  | |
| 106      | リネット・ビショップ                            | ストライクウィッチーズ                             | 2011年8月  | |
| 107      | ロボコップ                                      | ロボコップ                                         | 2011年8月  | |
| 108      | 高嶺愛花                                        | ラブプラス+                                        | 2011年9月  | |
| 109      | 神原駿河                                        | 化物語                                             | 2011年9月  | |
| 110      | 鹿目まどか                                      | 魔法少女まどか☆マギカ                              | 2011年9月  | 「キュゥべえ」が付属。 |
| 111      | 上条当麻                                        | とある魔術の禁書目録II                             | 2011年10月 | |
| 112      | 新垣あやせ                                      | 俺の妹がこんなに可愛いわけがない                   | 2011年10月 | |
| 113      | 小早川凛子                                      | ラブプラス+                                        | 2011年10月 | |
| 114      | 初音ミク 応援 ver.                              | キャラクター・ボーカル・シリーズ                   | 2011年11月 | チャリティ企画「Cheerful JAPAN!」用商品 通常の初音ミクに応援顔やパーツを加えた特別仕様。 |
| 115      | 暁美ほむら                                      | 魔法少女まどか☆マギカ                              | 2011年11月 | |
| 116      | BRS2035                                         | ブラック★ロックシューター THE GAME                 | 2011年12月 | |
| 117      | インデックス                                    | とある魔術の禁書目録II                             | 2011年12月 | |
| 118      | 巴マミ                                          | 魔法少女まどか☆マギカ                              | 2012年1月  | 「お菓子の魔女」が付属。 |
| 119      | 千石撫子                                        | 化物語                                             | 2012年1月  | 2011年12月 |
| 120      | ガッツ 黒い剣士ver.                             | ベルセルク                                         | 2012年1月  | 2012年1月 |
| 121      | 姉ヶ崎寧々                                      | ラブプラス+                                        | 2012年1月  | 2011年12月 |
| 122      | 小林可夢偉                                      |                                                    | 2012年3月  | |
| 123      | イカ娘                                          | 侵略!イカ娘                                        | 2012年3月  | キャッチコピー「よくうごく、かわいい！」 |
| 124      | 美樹さやか                                      | 魔法少女まどか☆マギカ                              | 2012年2月  | |
| 125      | ドロッセル（チャーミング）                      | ファイアボール チャーミング                        | 2012年3月  | |
| 126      | セイバー Zero ver.                              | Fate/Zero                                          | 2012年3月  | |
| 127      | 上杉謙信                                        | ランス・クエスト                                   | 2012年3月  | |
| 128      | 佐倉杏子                                        | 魔法少女まどか☆マギカ                              | 2012年4月  | 「キュゥべえ（吊り下げ）」が付属。 |
| 129      | ミルヒオーレ・F・ビスコッティ                   | DOG DAYS                                           | 2012年4月  | |
| 130      | ファンタズムーン                                | カーニバル・ファンタズム                           | 2012年5月  | |
| 131      | ヴァンプ将軍                                    | 天体戦士サンレッド                                 | 2012年8月  | |
| 132      | アイリスフィール・フォン・アインツベルン        | Fate/Zero                                          | 2012年5月  | |
| 133      | サムス・アラン                                  | METROID Other M                                    | 2012年6月  | |
| 134      | プリンセス・オブ・ ザ・クリスタル               | 輪るピングドラム                                   | 2012年8月  | |
| 135      | サンレッド                                      | 天体戦士サンレッド                                 | 2012年8月  | |
| 136      | 里中千枝                                        | TVアニメ「ペルソナ4」                              | 2012年6月  | |
| 137      | テッカマンブレード                              | 宇宙の騎士テッカマンブレード                       | 2012年11月 | |
| 138      | グリフィス                                      | 映画「ベルセルク」                                 | 2012年7月  | |
| 139      | レオンミシェリ・ガレット・デ・ロワ              | DOG DAYS                                           | 2012年7月  | |
| 140      | ブラック★ロックシューター TV ANIMATION ver.     | TV ANIMATION BLACK ROCK SHOOTER                    | 2012年7月  | |
| 141      | バファローベル                                  | オリックス・バファローズ 公式マスコット            | 2012年8月  | |
| 142      | サーニャ・V・リトヴャク                         | ストライクウィッチーズ                             | 2012年7月  | |
| 143      | 楪いのり                                        | ギルティクラウン                                   | 2012年9月  | |
| 144      | 天城雪子                                        | TVアニメ「ペルソナ4」                              | 2012年9月  | |
| 145      | テッカマンエビル                                | 宇宙の騎士テッカマンブレード                       | 2012年12月 | |
| 146      | 立花響                                          | 戦姫絶唱シンフォギア                               | 2012年9月  | |
| 147      | 羽川翼                                          | 化物語                                             | 2012年8月  | |
| 148      | シルバー・クロウ                                | アクセル・ワールド                                 | 2012年9月  | |
| 149      | エイラ・イルマタル・ ユーティライネン           | ストライクウィッチーズ                             | 2012年9月  | |
| 150      | T-elos（テロス）                                | ゼノサーガ                                         | 2012年9月  | |
| 151      | 衛宮切嗣                                        | Fate/Zero                                          | 2012年9月  | |
| 152      | ブラック・ロータス                              | アクセル・ワールド                                 | 2012年10月 | |
| 153      | リンク                                          | ゼルダの伝説 スカイウォードソード                  | 2012年10月 | |
| 154      | 黒雪姫 学内アバターver.                         | アクセル・ワールド                                 | 2012年12月 | |
| 155      | 阿良々木火憐                                    | 偽物語                                             | 2012年11月 | |
| 156      | 阿良々木月火                                    | 偽物語                                             | 2012年12月 | |
| 157      | スカーレット・レイン                            | アクセル・ワールド                                 | 2013年1月  | |
| 158      | 風鳴翼                                          | 戦姫絶唱シンフォギア                               | 2012年11月 | |
| 159      | 高町なのは セイクリッドモードver.               | 魔法少女リリカルなのは The MOVIE 2nd A's           | 2013年2月  | |
| 160      | ニャル子                                        | 這いよれ! ニャル子さん                             | 2013年1月  | |
| 161      | アイギス The ULTIMATE ver.                      | ペルソナ4 ジ・アルティメット イン マヨナカアリーナ | 2013年2月  | |
| 162      | フェイト・テスタロッサ ライトニングフォームver. | 魔法少女リリカルなのは THE MOVIE 2nd A's           | 2013年2月  | |
| 163      | フェイト・テスタロッサ ソニックフォームver.     | 魔法少女リリカルなのは THE MOVIE 2nd A's           | 2013年2月  | |
| 164      | ヘンリエッタ                                    | GUNSLINGER GIRL                                    | 2013年3月  | 電撃大王通販限定特典にはレジン製の武器セットが付属。 |
| 165      | アルティメットまどか                            | 魔法少女まどか☆マギカ                              | 2013年3月  | |
| 166      | 巴マミ 制服Ver.                                 | 魔法少女まどか☆マギカ                              | 2013年4月  | |
| 167      | ラビリス                                        | ペルソナ4 ジ・アルティメット イン マヨナカアリーナ | 2013年4月  | |
| 168      | ブラックゴールドソー TV ANIMATION ver.          | TV ANIMATION BLACK ROCK SHOOTER                    | 2013年4月  | |
| 169      | すーぱーそに子 虎パーカーver.                   | すーぱーそに子                                     | 2013年5月  | |
| 170      | 篁唯依                                          | マブラヴ オルタネイティヴ トータル・イクリプス     | 2013年4月  | |
| 171      | 美樹さやか 制服ver.                             | 劇場版 魔法少女まどか☆マギカ                       | 2013年4月  | 「美樹さやか 魔法少女ver.」用の髪飾り付き前髪が付属。 |
| 172      | デッドマスター TV ANIMATION ver.                | TV ANIMATION BLACK ROCK SHOOTER                    | 2013年5月  | |
| 173      | ゆの                                            | ひだまりスケッチ×ハニカム                          | 2013年5月  | |
| 174      | キリト                                          | ソードアート・オンライン                           | 2013年5月  | |
| 175      | ピット                                          | 新・光神話 パルテナの鏡                            | 2013年4月  | |
| 176      | ブラックピット                                  | 新・光神話 パルテナの鏡                            | 2013年4月  | |
| 177      | 江頭2:50                                        |                                                    | 2013年6月  | |
| 178      | アスナ                                          | ソードアート・オンライン                           | 2013年6月  | |
| 179      | コブラ                                          | COBRA THE SPACE PIRATE                             | 2013年5月  | |
| 180      | クリスカ・ビャーチェノワ                        | マブラヴ オルタネイティヴ トータル・イクリプス     | 2013年6月  | |
| 181      | ゴン=フリークス                                 | HUNTER×HUNTER                                      | 2013年6月  | |
| 182      | キルア＝ゾルディック                            | HUNTER×HUNTER                                      | 2013年6月  | |
| 183      | レディ                                          | COBRA THE SPACE PIRATE                             | 2013年6月  | 「コブラ」のウインク顔が付属。 |
| 184      | 宮子                                            | ひだまりスケッチ×ハニカム                          | 2013年7月  | |
| 185      | 高町なのは セイクリッドモードver.               | 魔法少女リリカルなのは The MOVIE 2nd A's           | 2013年7月  | |
| 186      | フェイト・テスタロッサ ブレイズフォームver.     | 魔法少女リリカルなのは The MOVIE 2nd A's           | 2013年7月  | |
| 187      | ガッツ 鷹の団ver.                               | 映画「ベルセルク」                                 | 2013年7月  | |
| 188      | 八神はやて The MOVIE 2nd A's ver.               | 魔法少女リリカルなのは The MOVIE 2nd A's           | 2013年7月  | |
| 189      | 一色あかね                                      | ビビッドレッド・オペレーション                     | 2013年8月  | |
| 190      | 佐倉杏子 私服Ver.                               | 魔法少女まどか☆マギカ                              | 2013年8月  | |
| 191      | 沢嶋雄一                                        | タイムスクープハンター                             | 2013年8月  | |
| 192      | KAITO                                           | ボーカロイド                                       | 2013年9月  | |
| 193      | 黒騎れい                                        | ビビットレッド・オペレーション                     | 2013年10月 | |
| 194      | クラピカ                                        | HUNTER×HUNTER                                      | 2013年9月  | |
| 195      | 牧瀬紅莉栖 白衣ver.                             | Steins;Gate                                        | 2013年11月 | |
| 196      | 岡部倫太郎                                      | Steins;Gate                                        | 2013年12月 | |
| 197      | ヒロ                                            | ひだまりスケッチ×ハニカム                          | 2013年11月 | |
| 198      | ストレングス TV ANIMATION Ver.                  | TV ANIMATION BLACK ROCK SHOOTER                    | 2014年1月  | |
| 199      | スパイダーマン                                  | アメイジング・スパイダーマン                       | 2013年12月 | |
| 200      | 初音ミク Ver2.0                                 | ボーカロイド                                       | 2013年11月 | |
| 201      | 沙英                                            | ひだまりスケッチ×ハニカム                          | 2013年12月 | |
| 202      | エイミー                                        | 翠星のガルガンティア                               | 2014年1月  | |
| 203      | ミカサ・アッカーマン                            | 進撃の巨人                                         | 2014年1月  | |
| 204      | 一色あかね パレットスーツver.                   | ビビットレッド・オペレーション                     | 2014年2月  | |
| 205      | 本多・二代                                      | 境界線上のホライゾン                               | 2014年2月  | |
| 206      | クリスタルボーイ                                | COBRA THE SPACE PIRATE                             | 2014年4月  | |
| 207      | エレン・イェーガー                              | 進撃の巨人                                         | 2014年4月  | |
| 208      | 如月千早                                        | THE IDOLM@STER                                     | 2014年4月  | |
| 209      | インディ・ジョーンズ                            | インディ・ジョーンズ                               | 2014年3月  | |
| 210      | キャスカ                                        | 映画「ベルセルク」                                 | 2014年3月  | |
| 211      | 西住みほ                                        | ガールズ&パンツァー                                | 2014年4月  | |
| 212      | 秋山優花里                                      | ガールズ&パンツァー                                | 2014年5月  | |
| 213      | リヴァイ                                        | 進撃の巨人                                         | 2013年6月  | |
| 214      | 島風                                            | 艦隊これくしょん -艦これ-                          | 2014年5月  | 『艦これ』figma化第1号。 |
| 215      | 神崎蘭子                                        | アイドルマスター シンデレラガールズ                | 2014年6月  | |
| 216      | ソー                                            | アベンジャーズ                                     | 2014年7月  | |
| 217      | アイアンマン・マーク7                           | アベンジャーズ                                     | 2014年9月  | |
| 218      | 瑞原葉月                                        | 闘神都市                                           | 2014年6月  | |
| 219      | 百江なぎさ                                      | 劇場版 魔法少女まどか☆マギカ［新編］叛逆の物語     | 2014年7月  | 「ベベ」が付属。 |
| 220      | 纒流子                                          | キルラキル                                         | 2014年9月  | |
| 221      | 武部沙織                                        | ガールズ&パンツァー                                | 2014年8月  | |
| 222      | 赤城                                            | 艦隊これくしょん-艦これ-                           | 2014年9月  | |
| 223      | アーチャー                                      | Fate/stay night                                    | 2014年8月  | |
| 224      | フライボーイゾンビ                              | ゾンビ                                             | 2014年8月  | |
| 225      | ニンジャスレイヤー                              | ニンジャスレイヤー                                 | 2014年11月 | キャッチコピー「実際動く、慈悲は無い。」 |
| 226      | キャプテン・アメリカ                            | アベンジャーズ                                     | 2014年9月  | |
| 227      | セイバー2.0                                     | Fate/stay night                                    | 2015年1月  | |
| 228      | 我那覇響                                        | THE IDOLM@STER                                     | 2014年12月 | |
| 229      | 井之頭五郎 並盛りVer.                           | 孤独のグルメ                                       | 2014年10月 | |
| 230      | テラフォーマー                                  | テラフォーマーズ                                   | 2014年10月 | |
| 231      | ガイバーI                                       | 強殖装甲ガイバー                                   | 2014年12月 | |
| 232      | 長門                                            | 艦隊これくしょん-艦これ-                           | 2015年3月  | |
| 233      | レーシングミク2013 EV MIRAI ver.                | レーシングミク                                     | 2014年12月 | |
| 234      | チャリオット TV ANIMATION ver.                  | ブラック★ロックシューター                          | 2014年12月 | |
| 235      | 鵜野うずめ                                      | ファンタジスタドール                               | 2014年11月 | |
| 236      | 五十鈴華                                        | ガールズ&パンツァー                                | 2015年3月  | |
| 237      | 草薙素子 S.A.C.ver.                             | 攻殻機動隊 STAND ALONE COMPLEX                     | 2015年3月  | |
| 238      | 小野田坂道                                      | 弱虫ペダル                                         | 2015年1月  | |
| 239      | 忍野忍                                          | 「物語」シリーズ                                   | 2015年4月  | |
| 240      | 天津風                                          | 艦隊これくしょん-艦これ-                           | 2015年5月  | |
| 241      | シノン                                          | ソードアート・オンラインII                         | 2015年3月  | |
| 242      | 陸奥                                            | 艦隊これくしょん-艦これ-                           | 2015年5月  | |
| 243      | ソリッド・スネーク MGS2 ver.                    | METAL GEAR SOLID2: SONS OF LIBERTY                 | 2015年6月  | |
| 244      | 木之本桜                                        | カードキャプターさくら                             | 2015年5月  | 「ケルベロス（ケロちゃん）」が付属。 |
| 245      | ルキナ                                          | ファイアーエムブレム 覚醒                          | 2015年4月  | |
| 246a     | 馬(茶)                                          |                                                    | 2015年6月  | |
| 246b     | 馬（白）                                        |                                                    | 2015年6月  | |
| 247      | 冷泉麻子                                        | ガールズ&パンツァー                                | 2015年5月  | |
| 248      | キリト GGOver.                                  | ソードアート・オンラインII                         | 2015年6月  | |
| 249      | 鬼龍院皐月                                      | キルラキル                                         | 2015年8月  | |
| 250      | レーシングミク2014 EV MIRAI ver.                | レーシングミク                                     | 2015年7月  | |
| 251      | 巻島裕介                                        | 弱虫ペダル                                         | 2015年7月  | |
| 252      | 渋谷凛 シンデレラプロジェクトver.               | アイドルマスター シンデレラガールズ                | 2015年7月  | |
| 253      | 高坂穂乃果                                      | ラブライブ!                                        | 2015年8月  | ねんどろいどでは「僕らは今のなかで」の衣装に対し、figmaでは夏服をモデル化している。 これは、競合品のS.H.Figuartsが「僕らは今のなかで」の衣装をモデル化したためである。                                                         |
| 254      | 継衛                                            | シドニアの騎士                                     | 2015年11月 | |
| 255      | 島村卯月 シンデレラプロジェクトver.             | アイドルマスター シンデレラガールズ                | 2015年9月  | |
| 256      | 主人公（鳴上悠）                                | ペルソナ4                                          | 2015年9月  | |
| 257      | 遠坂凛2.0                                       | Fate/stay night                                    | 2015年9月  | |
| 258      | 雪風                                            | 艦隊これくしょん-艦これ-                           | 2015年10月 | |
| 259      | 絢瀬絵里                                        | ラブライブ!                                        | 2015年11月 | |
| 260      | 南ことり                                        | ラブライブ!                                        | 2015年12月 | |
| 261      | 一八式衛人                                      | シドニアの騎士                                     | 2015年12月 | |
| 262      | 北上                                            | 艦隊これくしょん-艦これ-                           | 2015年11月 | |
| 263      | イオナ                                          | 劇場版 蒼き鋼のアルペジオ -アルス・ノヴァ‐ DC      | 2015年11月 | GOODSMILE ONLINE SHOP限定特典として「お茶会空間の椅子」が付属。 |
| 264      | アスナ ALOver.                                  | ソードアート・オンラインⅡ                          | 2015年12月 | GOODSMILE ONLINE SHOP限定特典として「笑顔」が付属。 |
| 265      | 木之本桜 制服ver.                               | カードキャプターさくら                             | 2016年1月  | ローラーブレード＆プロテクター装備の差し替え手足が付属。 |
| 266      | ブルース・リー                                  | ブルース・リー                                     | 2015年11月 | ヌンチャク2本が付属。 |
| 267      | 大井                                            | 艦隊これくしょん ‐艦これ‐                          | 2015年12月 | |
| 268      | 園田海未                                        | ラブライブ！                                       | 2016年1月  | GOODSMILE ONLINE SHOP限定特典として「投げキッス顔」が付属。 |
| 269      | 本田未央 シンデレラプロジェクトver.             | アイドルマスター シンデレラガールズ                | 2016年1月  | GOODSMILE ONLINE SHOP限定特典として「目閉じ笑顔」が付属。 |
| 270      | レオニダス                                      | 300 <スリーハンドレッド>                           | 2016年4月  | |
| 280      | 大道寺知世                                      | カードキャプターさくら                             | 2016年6月  | ビデオカメラが付属。 |
| 281      | 吹雪 Animation ver.                             | 艦隊これくしょん ‐艦これ‐                          | 2016年5月  | GOOD SMILE ONLINE SHOP限定特典として「目閉じ笑顔」が付属。 |
| 282      | 坂本美緒                                        | ストライクウィッチーズ 劇場版                      | 2016年5月  | GOODSMILE ONLINE SHOP限定特典として「はっはっは顔」が付属。 |
| 283      | 桐生一馬                                        | 龍が如く                                           | 2016年12月 | GOODSMILE ONLINE SHOP限定特典として「カラーコーン」が付属。 |
| 284      | リンク 神々のトライフォース2ver.                | ゼルダの伝説 神々のトライフォース2                 | 2016年8月  | |
| 285      | 東條希                                          | ラブライブ！                                       | 2016年8月  | GOODSMILE ONLINE SHOP限定特典として「ウインク顔」が付属。 |
| 286      | 城ヶ崎美嘉 346プロダクションver.                | アイドルマスター シンデレラガールズ                | 2016年7月  | GOODSMILE ONLINE SHOP限定特典として「ウインク顔」が付属。 |
| 287      | 城ヶ崎莉嘉 シンデレラプロジェクトver.           | アイドルマスター シンデレラガールズ                | 2016年7月  | GOODSMILE ONLINE SHOP限定特典として「ウインク顔」が付属。 |
| 288      | 平和島静雄                                      | デュラララ!!×2                                     | 2016年9月  | 発売元：オランジュ・ルージュ。 |
| 289      | キリト ALOver.                                  | ソードアート・オンラインⅡ                          | 2016年8月  | GOODSMILE ONLINE SHOP限定特典として髪が逆立った「交換用頭部」が付属。 |
| 290      | テッド                                          | テッド2                                            | 2016年7月  | Amazon.co.jp限定特典として「ペーパークラフトエプロン」が付属。 |
| 291      | 松野おそ松                                      | おそ松さん                                         | 2016年10月 | 発売元：オランジュ・ルージュ。 |
| 292      | 松野カラ松                                      | おそ松さん                                         | 2016年10月 | 発売元：オランジュ・ルージュ。 |
| 293      | 松野チョロ松                                    | おそ松さん                                         | 2016年10月 | 発売元：オランジュ・ルージュ。 |
| 294      | 松野一松                                        | おそ松さん                                         | 2016年10月 | 発売元：オランジュ・ルージュ。 |
| 295      | 松野十四松                                      | おそ松さん                                         | 2016年10月 | 発売元：オランジュ・ルージュ。 |
| 296      | 松野トド松                                      | おそ松さん                                         | 2016年10月 | 発売元：オランジュ・ルージュ。 |
| 306      | サムス・アラン ゼロスーツver.                   | METROID Other M                                    | 2016年12月 | |
| 309      | 獅堂光                                          | 魔法騎士レイアース                                 | 2017年1月  | |
| 310      | サイタマ                                        | ワンパンマン                                       | 2017年2月  | |
| 315      | コナン                                          | 未来少年コナン                                     | 2017年2月  | 銛が付属。 |
| 328      | MEIKO                                           | MEIKO                                              | 2017年5月  | |
| 339      | 岬明乃                                          | ハイスクール・フリート                             | 2017年7月  | 艦長帽と猫「五十六」が付属。 |
| 348      | 吹雪                                            | 艦隊これくしょん-艦これ-                           | 2017年10月 | |
| 349      | サムス・アラン PRIME3ver                        | メトロイド プライム3 CORRUPTION                    | 2017年10月 | 海外のイベントで公開された原型制作者はNAOKIだったが、2017年4月の製品紹介ではマックスファクトリーが担当している。 |
| 356      | レッド                                          | ポケットモンスター                                 | 2017年12月 | |
| 360      | 龍咲海                                          | 魔法騎士レイアース                                 | 2017年11月 | 「モコナ」が付属。 |
| 371      | ミヅキ                                          | ポケットモンスター                                 | 2018年4月  | |
| 392      | がんばリーリエ                                  | ポケットモンスター                                 | 2018年11月 | |
| 401      | 比良坂夜露                                      | アリス・ギア・アイギス                             | 2019年4月  | 全身のメカパーツが附属。武装はプラモデルによる組み立て方式。 同業他社コトブキヤ製品『メガミデバイス』との親和性(関節の共通規格化、等身の調整、3mm軸穴の設置)を前提に設計。                                                     |
| 449      | 小鳥遊怜                                        | アリス・ギア・アイギス                             | 2020年7月  | 全身のメカパーツが附属。 同業他社コトブキヤ製品『メガミデバイス』との親和性(関節の共通規格化、等身の調整、3mm軸穴の設置)を前提に設計。                                                                                         |
| 500      | ダイ                                            | ドラゴンクエスト ダイの大冒険                      | 2022年2月  | GOODSMILE ONLINE SHOP限定特典として「パプニカのナイフ」が付属。 |
| 504      | 比良坂夜露【勇躍】                              | アリス・ギア・アイギス                             | 2021年8月  | 全身のメカパーツが附属。 6基の浮遊兵装を周囲に浮かせて飾ることができる専用台座が附属。 同業他社コトブキヤ製品『メガミデバイス』との親和性(関節の共通規格化、等身の調整、3mm軸穴の設置)を前提に設計。                           |
| 512      | 四谷ゆみ                                        | アリス・ギア・アイギス                             | 2021年9月  | 全身のメカパーツが附属。 同業他社コトブキヤ製品『メガミデバイス』との親和性(関節の共通規格化、等身の調整、3mm軸穴の設置)を前提に設計。                                                                                         |
| 554      | ポップ                                          | ドラゴンクエスト ダイの大冒険                      | 2022年12月 | GOODSMILE ONLINE SHOP限定特典として「腕組みパーツ」が付属。 |
| 562      | 百科文嘉                                        | アリス・ギア・アイギス                             | 2023年1月  | 全身のメカパーツが附属。 GOODSMILE ONLINE SHOP限定特典として劇中の造形を再現できる眼鏡のエッチングパーツが付属。 同業他社コトブキヤ製品『メガミデバイス』との親和性(関節の共通規格化、等身の調整、3mm軸穴の設置)を前提に設計。 |

### figma SP
他メーカーとのタイアップや、漫画単行本・映像ソフト・ゲームソフトなどの特典として販売される商品。
- figma.BP - バンプレストとのタイアップ
- ブラック★ロックシューター関連商品 - 発売元:B★RS Project
- KAMEN RIDER DRAGON KNIGHT関連商品[12] - 発売元:メディコム・トイ

| ナンバー | 商品名                                              | 作品名                                             | 備考 |
| -------- | --------------------------------------------------- | -------------------------------------------------- | --- |
| SP 001   | 超勇者ハルヒ                                        | 涼宮ハルヒの戸惑                                   | PS2ソフト『涼宮ハルヒの戸惑』限定版に付属。 「001 長門有希」に先駆けて、初めて市場に流通したfigma。                                                                                   |
| SP 002   | figma.BP ルルーシュ・ランペルージ                   | コードギアス 反逆のルルーシュ                      | 一般販売。 |
| SP 003   | figma.BP 枢木スザク                                 | コードギアス 反逆のルルーシュ                      | ワンダーフェスティバル2008[夏]限定商品。「ルルーシュ」の笑顔が付属。 |
| SP 004   | セイバーリリィ                                      | Fate/unlimited codes                               | PS2ソフト『Fate/unlimited codes』限定版に付属。 |
| SP 005   | レイカ ガンツスーツver.                             | GANTZ                                              | 『GANTZ』単行本第26巻特装版に付属。 |
| SP 006   | 見習い戦士 キュート                                 | クイーンズブレイド スパイラルカオス                | PSPソフト『クイーンズブレイド スパイラルカオス』激闘パックに付属。 figmaシリーズ初の交換用ボディ「shift body」が付属。                                                                |
| SP 007   | 高町なのは 制服ver.                                 | 魔法少女リリカルなのはA's                          | PSPソフト『魔法少女リリカルなのはA's PORTABLE -THE BATTLE OF ACES-』 リリカルBOXに付属。 「ユーノ・スクライア（フェレット形態・立ち姿）」が付属。                                     |
| SP 008   | ドロッセル 観光ユニット「ギズモ」装着ver.           | ファイアボール                                     | DVD『ファイアボール ウィンター・パッケージ』に付属。 |
| SP 009   | セイバーエクストラ                                  | Fate/EXTRA                                         | PSPソフト『Fate/EXTRA』限定版に付属。 |
| SP 010   | 神楽亜矢 モーニングコーヒーver.                     | se・きらら                                         | PCソフト『se・きらら』初回限定版に付属。 |
| SP 011   | 聖徳太子                                            | ギャグマンガ日和                                   | 『びよりのえほん』に付属。 |
| SP 012   | ブラック★ロックシューター                           | ブラック★ロックシューター                          | 一般販売。 |
| SP 013   | デッドマスター                                      | ブラック★ロックシューター                          | 一般販売。 |
| SP 014   | 御坂美琴                                            | とある魔術の禁書目録                               | PSPソフト『とある魔術の禁書目録』初回限定版に付属。 |
| SP 015   | 仮面ライダードラゴンナイト                          | KAMEN RIDER DRAGON KNIGHT                          | 一般販売。 |
| SP 016   | 仮面ライダーウイングナイト                          | KAMEN RIDER DRAGON KNIGHT                          | 一般販売。 |
| SP 017   | ブラックゴールドソー                                | ブラック★ロックシューター                          | 一般販売。 |
| SP 018   | ストレングス                                        | ブラック★ロックシューター                          | 一般販売。 |
| SP 019   | 白井黒子                                            | とある科学の超電磁砲                               | PSPソフト『とある科学の超電磁砲』初回限定版に付属。 |
| SP 020   | ミサカ                                              | とある魔術の禁書目録                               | 電撃屋通販限定商品。20,000体限定でシリアルナンバーが付く。 |
| SP 021   | 仮面ライダーインサイザー                            | KAMEN RIDER DRAGON KNIGHT                          | 一般販売。 |
| SP 022   | 仮面ライダートルク                                  | KAMEN RIDER DRAGON KNIGHT                          | 一般販売。 |
| SP 023   | 仮面ライダーストライク                              | KAMEN RIDER DRAGON KNIGHT                          | 一般販売。 |
| SP 024   | 仮面ライダースティング                              | KAMEN RIDER DRAGON KNIGHT                          | 一般販売。 |
| SP 025   | 仮面ライダートラスト                                | KAMEN RIDER DRAGON KNIGHT                          | 一般販売。 |
| SP 026   | 仮面ライダーセイレーン                              | KAMEN RIDER DRAGON KNIGHT                          | 一般販売。 |
| SP 027   | 仮面ライダーキャモ                                  | KAMEN RIDER DRAGON KNIGHT                          | 一般販売。 |
| SP 028   | 仮面ライダーアックス                                | KAMEN RIDER DRAGON KNIGHT                          | 一般販売。 |
| SP 029   | 仮面ライダースピアー                                | KAMEN RIDER DRAGON KNIGHT                          | 一般販売。 |
| SP 030   | 仮面ライダーオニキス                                | KAMEN RIDER DRAGON KNIGHT                          | 一般販売。 |
| SP 031   | 仮面ライダーラス                                    | KAMEN RIDER DRAGON KNIGHT                          | 一般販売。 |
| SP 032   | 仮面ライダーブランクナイト                          | KAMEN RIDER DRAGON KNIGHT                          | 『フィギュア王』誌上・Webサイト通販限定商品。 |
| SP 033   | WRS                                                 | ブラック★ロックシューター THE GAME                 | PSPソフト『ブラック★ロックシューター THE GAME ホワイトプレミアムBOX』に付属。 |
| SP 034   | 小鳥遊ヨミ 制服ver.                                 | ブラック★ロックシューター                          | 一般販売。 |
| SP 035   | まろん＝まかろん                                    | クイーンズゲイト スパイラルカオス                  | PSPソフト『クイーンズゲイト スパイラルカオス』激乱パックに付属。 |
| SP 036   | レーシングミク2011 初優勝記念ver.                   | レーシングミク                                     | ニコニコ直販限定、SUPER GTに参戦しているグッドスマイルレーシングの個人スポンサーfigmaコースに付属。 2011年シーズン第3戦（セパン）でチーム初優勝を達成したため、優勝記念ver.となった。 |
| SP 036-b | レーシングミク2011Ver. リターンズ                   | レーシングミク                                     | 上記に別添で付属されたシリーズチャンピオントロフィーを加えたもの。 |
| SP 037   | 鑑純夏 強化装備ver.                                 | マブラヴ オルタネイティヴ                          | Xbox 360ソフト『マブラヴツインパック』に付属。 『マブラヴ』および『オルタナティヴ』単体には付属しない。                                                                               |
| SP 038   | 黒猫“聖天使神猫”ver.                                | 俺の妹がこんなに可愛いわけがない                   | 電撃屋オンラインショップ通販限定商品。 原作第8巻連動企画として制作、コンセプトアートを白虎かなめが担当。                                                                              |
| SP 039   | 鹿目まどか 制服ver.                                 | 魔法少女まどか☆マギカ                              | PSPソフト『魔法少女まどか☆マギカ ポータブル』限定契約BOXに付属。 「キュゥべえ（肩乗り）」が付属。                                                                                     |
| SP 040   | ブラック★ロックシュータービースト                   | ブラック★ロックシューター                          | huke画集初回限定版に付属。 |
| SP 041   | インセイン・ブラック★ロックシューター               | ブラック★ロックシューター                          | Blu-ray BOX 『ブラック★ロックシューター』Blu-rayBOX【完全生産限定版】 DVD BOX 『ブラック★ロックシューター』DVDBOX【完全生産限定版】に付属。                                           |
| SP 042   | セイバー・ブライド                                  | Fate/EXTRA CCC                                     | 完全数量限定生産 「フェイト/エクストラ CCC タイプムーン Virgin White Box」に付属。 |
| SP 043   | 巨神兵                                              | 巨神兵東京に現わる                                 | 展覧会『館長 庵野秀明 特撮博物館 ミニチュアで見る昭和平成の技』会場内で販売、 GOODSMILE ONLINE SHOPで受注販売。                                                                       |
| SP 044   | 黒雪姫 Accel Assault Ver.                           | アクセル・ワールド                                 | 電撃屋限定商品 |
| SP 045   | レーシングミク2012 ver.                             | レーシングミク                                     | ニコニコ直販限定、グッドスマイルレーシングの個人スポンサーfigmaコースに付属。 |
| SP 046   | ガッツ 狂戦士の甲冑ver.                             | ベルセルク                                         | コミック「ベルセルク37巻」限定版同梱 |
| SP 047   | アイギス The ULTIMATE ver. ファミ通オリジナルカラー | ペルソナ4 ジ・アルティメット イン マヨナカアリーナ | エビテン[ebten] 販売商品 |
| SP 048   | ラビリス ファミ通オリジナルカラー                   | ペルソナ4 ジ・アルティメット イン マヨナカアリーナ | エビテン[ebten] 販売商品 |
| SP 052   | 七瀬遥                                              | Free!                                              | HOBBY STOCK限定 |
| SP 053   | 悪魔ほむら                                          | 劇場版 魔法少女まどか☆マギカ［新編］叛逆の物語     | 「ANIPLEX+」サイトのみでの受注生産 |
| SP 054   | レーシングミク 2014Ver                              | レーシングミク                                     | GOOD SMILE RACING個人スポンサー特典 |
| SP 055   | レッドピラミッドシング                              | サイレントヒル                                     | |
| SP 056a  | 考える人                                            | オーギュスト・ロダン                               | 考える人 石膏ver.もある（SP 056b） |
| SP 057   | 橘真琴                                              | Free!                                              | HOBBY STOCK限定 |
| SP 058   | 犯人                                                | 名探偵コナン                                       | 「figFIX 江戸川コナン & figma 犯人」セット同梱 |
| SP 059   | 忍殺 服部半蔵                                       | 戦国大戦                                           | |
| SP 060   | レーシングミク 2015ver.                             | レーシングミク                                     | GOOD SMILE RACING個人スポンサー特典 |
| SP 061   | バブルヘッドナース                                  | サイレントヒル2                                    | |
| SP 062   | 久慈ありす                                          | 鉄道むすめ                                         | 発売元：トミーテック |
| SP 063   | ミロのヴィーナス                                    | テーブル美術館                                     | |
| SP 064   | グラビティ・キトゥン                                | GRAVITY DAZE                                       | ＰＳ４ゲーム 『GRAVITY DAZE Collector’s Edition』に付属。 |
| SP 066   | ダビデ像                                            | テーブル美術館                                     | |
| SP 076   | 天使像                                              | テーブル美術館                                     | 天使像 ひとりver.もある（SP 076b) |
| SP 086   | 叫び                                                | テーブル美術館                                     | |
| SP 092   | 変態仮面                                            | HK 変態仮面                                        | |
| SP 100   | 写楽作 三代目大谷鬼次の奴江戸兵衛                   | テーブル美術館                                     | |

### figma EX
イベントや誌上通販など、一般市場以外で販売される商品。
| ナンバー | 商品名                                 | 作品名                                      | 備考 |
| -------- | -------------------------------------- | ------------------------------------------- | --- |
| EX 001   | 泉こなた コスプレver.                  | TVアニメらき☆すた                           | ワンダーフェスティバル2008[冬]限定商品。 涼宮ハルヒのコスプレをした泉こなた。らき☆すたシリーズ準拠の新規造形。 |
| EX 002   | シャナ 黒髪ver.                        | 灼眼のシャナ II                             | 誌上通販（電撃ホビーマガジン、フィギュアマニアックス乙女組29）、電撃屋ホビー館 web通販限定商品。               |
| EX 003   | 初音ミク ライブステージver.            | キャラクター・ボーカル・シリーズ            | ワンダーフェスティバル2009[夏]限定商品。「di:stage 基本セット」と「長細いミク」の頭部が付属。                  |
| EX 004   | 平沢憂 制服ver.                        | けいおん!                                   | ワンダーフェスティバル2010[冬]限定商品。 スクールバッグは「figma新入学おめでとうキャンペーン」の色違い。       |
| EX 005   | 真鍋和 制服ver.                        | けいおん!                                   | ワンダーフェスティバル2010[夏]、赤坂ビッグバン「けいおん!!ギャラリー」限定商品。                               |
| EX 006   | 黒衣マト 制服ver.                      | ブラック★ロックシューター                   | ワンダーフェスティバル2011[冬]限定商品。                                                                       |
| EX 007   | ロジャー・スミス                       | THE ビッグオー                              | ワンダーフェスティバル2011[夏]限定商品。                                                                       |
| EX 008   | アイギス 重装ver.                      | ペルソナ3フェス                             | ワンダーフェスティバル2011[夏]限定商品。                                                                       |
| EX 009   | 暁美ほむら 制服ver.                    | 魔法少女まどか☆マギカ                       | ワンダーフェスティバル2012[冬]限定商品。 通常ver.暁美ほむら用パーツ付き。                                      |
| EX 010   | バファローベル ビジターver.            | オリックス・バファローズ 公式マスコット     | ワンダーフェスティバル2012[夏]限定商品。                                                                       |
| EX 011   | 渋谷凛                                 | アイドルマスター シンデレラガールズ         | ワンダーフェスティバル2013[冬]限定商品。                                                                       |
| EX 012   | 双葉杏                                 | アイドルマスター シンデレラガールズ         | ワンダーフェスティバル2013[冬]限定商品。                                                                       |
| EX 013   | 江頭2:50 白タイツVer.                  |                                             | ワンダーフェスティバル2013[冬]限定商品。                                                                       |
| EX 014   | 城ヶ崎美嘉                             | アイドルマスター シンデレラガールズ         | ワンダーフェスティバル2013[夏]限定商品。                                                                       |
| EX 015   | 城ヶ崎莉嘉                             | アイドルマスター シンデレラガールズ         | ワンダーフェスティバル2013[夏]限定商品。                                                                       |
| EX 016   | 雪ミク                                 | キャラクター・ボーカル・シリーズ01 初音ミク | ワンダーフェスティバル2014[冬]・第65回さっぽろ雪まつり限定商品。                                               |
| EX 017   | アルミン・アルレルト                   | 進撃の巨人                                  | ワンダーフェスティバル2014[夏]限定商品。                                                                       |
| EX 018   | アイアンマン・マーク7 フルスペックVer. | アベンジャーズ                              | GOODSMILE ONLINE SHOP限定商品                                                                                  |
| EX 019   | 加賀                                   | 艦隊これくしょん -艦これ-                   | ワンダーフェスティバル 2014[夏]限定商品                                                                        |
| EX 020   | リヴァイ お掃除ver.                    | 進撃の巨人                                  | ワンダーフェスティバル 2014[夏]限定商品                                                                        |
| EX 021   | 井之頭五郎 大盛りVer.                  | 孤独のグルメ                                | GOODSMILE ONLINE SHOP限定商品                                                                                  |
| EX 022   | サツバツナイト                         | ニンジャスレイヤー                          | ワンダーフェスティバル 2014[夏]WEB限定商品                                                                     |
| EX 023   | すーぱーそに子 日焼けver.              | すーぱーそに子                              | GOODSMILE ONLINE SHOP限定商品                                                                                  |
| EX 024   | 雪ミク Snow Bell ver.                  | キャラクター・ボーカル・シリーズ01 初音ミク | ワンダーフェスティバル2015[冬]・第66回さっぽろ雪まつり限定商品。                                               |
| EX 025   | セイバー ドレスver.                    | Fate/stay night [Unlimited Blade Works]     | ワンダーフェスティバル2015[冬]限定商品                                                                         |
| EX 026   | アイアンマン・マーク21（ミダス）       | アイアンマン3                               | GOODSMILE ONLINE SHOP限定商品                                                                                  |

### figFIX
同キャラクターのfigmaと一部関節（首など）や表情などで互換性を持たせた、figmaと同スケール規格のディスプレイ重視モデル。
各部を動かすfigmaと違い動かせる関節を一部に抑え観賞用に特化している。
| ナンバー      | 商品名          | 作品名                    | 発売時期  | 備考                                           |
| ------------- | --------------- | ------------------------- | --------- | ---------------------------------------------- |
| figFIX-001    | 島風 中破ver.   | 艦隊これくしょん -艦これ- | 2015年5月 |                                                |
| figFIX-002    | 忍野忍          | <物語>シリーズ            | 2015年4月 |                                                |
| figFIX SP-001 | 江戸川コナン    | 名探偵コナン              | 2015年6月 | 「figFIX 江戸川コナン & figma 犯人」セット同梱 |
| figFIX-003    | 天津風 中破ver. | 艦隊これくしょん -艦これ- | 2015年8月 |                                                |
| figFIX-004    | 長門 中破ver.   | 艦隊これくしょん -艦これ- | 2015年9月 |                                                |

### その他
00♂ figma archetype：he
00♀ figma archetype：she
「WONDERFUL HOBBY LIFE FOR YOU!! 9」限定商品。
ラインナップは通常のfigmaシリーズに入るが、販売形式の都合上、本項では別に取り扱う。
男女の意匠を施した、無色透明の素体。
01♂ figma archetype：he flesh color ver.
01♀ figma archetype：she flesh color ver.
「WONDERFUL HOBBY LIFE FOR YOU!! 16」限定商品。
上記同様の男女の意匠を施した、肌色の素体。

### 参考出品・発売不明
- 鳥肌実（鳥肌実）
- ジョナサン・ジョースター（ジョジョの奇妙な冒険）
- 両儀式（空の境界）
- MANA（se・きらら）
- 滝澤琴乃（装甲悪鬼村正-琴乃の劒冑-）
- ジョーン・ラヴ（装甲悪鬼村正-琴乃の劒冑-）
- エル・ウラカン（プラレス3四郎）
- 謎の剣士マルス（ファイアーエムブレム 覚醒）
- 如月千早以外の765プロアイドル（THE IDOLM@STER）
- 超大型巨人/ベルトルト・フーバー（進撃の巨人）
- ザ・フール（神器装着型）（ノブナガ・ザ・フール）
- 膝丸橙（テラフォーマーズ）
- ふなっしー（ふなっしー）

## アクセサリー

### di:stage（ディステージ）
figmaや各種アクションフィギュアを立体的に遊べるようにするために考案されたディスプレイユニット。figmaシリーズに標準付属する台座と互換性がある。単体での拡張性や汎用性、ペーパークラフトを組み合わせた多様性を主眼として設計されている。またdi:stage発売以降、figmaシリーズのパッケージの内側は「カバースキン（背景台紙）」としても使えるようになっている。
- di:stage 基本セット ブラックver./クリアver.
- di:stage 拡張セット01 レイヤーユニット ブラックver./クリアver.
- di:stage 拡張セット02 クリアケースユニット
- di:stage 情景セット01 教室
- di:stage 情景セット02 通学路A
- di:stage 情景セット03 通学路B

### ex:ride（エクスライド）
FREEingから発売されている、figma対応の乗り物。実在の乗り物、あるいは特定の作品の乗り物をモデリングする場合、これらは『SPride・EXride』となる。
- ex:ride ride.001 クラシック自転車
- ex:ride ride.002 クラシックバイク
- ex:ride ride.003 ストリートスタイルセット（スケートボード・キックスクーター・インラインスケートの3点セット）
- ex:ride ride.004 ホイールウォーカー
- ex:ride ride.005 レトロバイク
- ex:ride ride.006 ミニバイク
- ex:ride ride.007 アメリカンバイク
- ex:ride ride.008 スリーホイール
- ex:ride ride.009 ウォーターバイク
- ex:ride ride.010 アニマルカー（ベアー・タイガー・パンダの3種）
- ex:ride ride.??? ヨーゼフ
『ファイアボール チャーミング』作中に登場する乗り物。
- ex:ride ride.??? ブラックトライク
『ブラック★ロックシューター THE GAME』作中に登場するトライク。
- ex:ride SPride.01 BD-1
- ex:ride SPride.02 ダイハツ・ミゼットII
- ex:ride SPride.03 ガンツバイク
『GANTZ』に登場する架空の一輪バイク。
- ex:ride EXride.01 BROMPTON
月刊ホビージャパン2010年10月号特別付録（プラモデル）

## キャンペーン
バリエーションのある景品はいずれも選べない。
figmaマフラー
figmaサイズの軟質素材製figmaロゴ入りマフラー。
「001 長門有希 制服ver.」「SP 002 ルルーシュ・ランペルージ」の早期購入者特典として一部店舗で配布。
長門はホワイト/オレンジ/ピンク/イエロー/ブルーの5色、ルルーシュはレッド/パープル/カーキグリーンの3色。
figmaクリスマスキャンペーン
2008年12月10日開始。金色のシールが添付されたクリスマス限定仕様の対象商品に、サンタ帽・ケープ・プレゼント袋のセットが付属。サンタ帽は大・小の2種類あり、大は製品に被せられる。
日本縦断 figmaサイクルキャンペーン
2009年2月4日開始。figma発売1周年を記念して、プラモデル自転車「figmaサイクル」を一部店舗で配布。
- グリーンver. - キャンペーン開始日より、全国にて。
- イエローver. - 2月14日より、秋葉原および周辺エリアにて。イエローver.の対象店舗ではグリーンver.は配布されなかった。
- オレンジver. - キャンペーン開始日から2月22日まで、MAX渡辺が対象店舗で手渡し。九州から北海道までを北上する形で行われた。「WONDERFUL HOBBY LIFE FOR YOU!! 9」来場者にもプレゼント。
- レッドver. - 3月6日より、通販サイトの購入特典としてプレゼント。

figma新入学おめでとうキャンペーン2009年4月発売の「028 星村眞姫那」「034 涼宮ハルヒ 夏服ver.」が対象。両製品の初回生産分に赤/緑/青のうち1色のスクールバッグが付属。
figmaキャンペーン2010冬2010年2月5日開始。figmaとねんどろいどに使えるマフラーと手袋のセット。対象商品には金色のシールが貼られている。ラベンダー/ベビーピンク/キャロットオレンジ/クリームイエロー/エメラルドグリーンの5色。figmaマフラーとは異なる新規造形。
figma in animate展示会figma発売3周年と、等身大figma「兄沢命斗」完成を記念し、2011年2月22日～27日にアニメイト池袋本店9階にて開催。展示会会場にてfigma商品を購入すると、figmaサイクル（黄色）が配布された。また、兄沢figmaとの記念撮影コーナーも設けられた。
figma ナンバー100記念キャンペーン
2011年9月3日（No.100「初音ミク Append ver.」発売当日）より開始。「figma用ヘッドフォン」ブラック/グレー/ブラウンの3色を一部店舗で配布。

## テレビCM
アクションフィギュアとしては珍しく、テレビCMが放送されている。ナレーションは一部バージョンを除き茅原実里が担当。現在もホームページで視聴可能。

### 第1弾
2008年1月放送。スタッフらしき人物達（声：杉田智和、白石稔）の打ち合わせ中に、傍らでfigmaの長門がダンスや読書をする、4種類（NOW ON SALEも含めれば8種類）のCMが放送された。

### 第2弾
2008年6月放送。figmaのみくるが開封され、SOS団が集合するが、もう一人＝古泉がいないことに気づく「SOS団 もう一人足りない編」と、figmaの古泉が開封され、SOS団全員でダンスを踊る「SOS団 全員集合編」の2種類のCMが放送された。
なお、みくるとキョンの発売が延期されたため、「一人足りない」はずだった古泉が先に発売している。

## テレビ出演
- 玉川区役所 OF THE DEAD - 第一話にNo.224 フライボーイゾンビが小道具として登場。